# Leonid Gozman
Leonid Yakovlevič Gozman (in russo Леони́д Я́ковлевич Го́зман?; Leningrado, 13 luglio 1950) è un politico russo, presidente del partito Unione delle Forze di Destra e dal 2008 al giugno 2011 co-presidente del partito Giusta Causa.

## Biografia
Nato nel luglio 1950 a Leningrado, oggi San Pietroburgo,  in una famiglia ebrea. I genitori di Gozman erano dipendenti. La sua famiglia (suo padre e i suoi genitori, i suoi fratelli) sopravvisse all'assedio di Leningrado. Suo padre (morto nel marzo 2018) ha lavorato nell'industria della difesa per tutta la vita. Suo nonno materno, Lev Petrovich Kogan (?-1986), era un membro della Milizia Popolare di Mosca durante la Grande Guerra Patriottica. Suo nonno paterno, Boris Izrailevich Gozman (?-1963), era nella Leningrado assediata durante la Grande Guerra Patriottica, e il suo ritratto è esposto nel Museo road of life.
Nel 1976, Leonid Yakovlevich Gozman si è laureato presso la Facoltà di Psicologia dell'Università Statale Lomonosov di Mosca, dallo stesso anno ha insegnato all'Università Statale di Mosca. La sua tesi: "Prerequisiti teorici e metodi di ricerca empirica dell'attrazione interpersonale".
Nel 1992 incontrò Yegor Gaidar diventandone consigliere. Dal 1993, ha partecipato al movimento "Scelta della Russia". Nel 1994 si unì al partito Scelta Democratica di Russia. Nel 1993 ha lavorato al Dickinson College (Carlisle, Pennsylvania, USA) e al Woodrow Wilson International Center a Washington. Nel 1995, ha partecipato alle elezioni della Duma di Stato dal blocco "Scelta democratica della Russia - Democratici uniti". Dall'agosto 1996 al marzo 1998 è stato consigliere del Capo dell'Amministrazione Presidenziale, poi del Primo Vice Primo Ministro della Federazione Russa Anatolij Chubais. Dal 1999 consigliere del Presidente del Consiglio di Amministrazione di RAO UES della Russia Anatolij Chubais. Dall'agosto 1999 fa parte del blocco elettorale "Unione delle Forze di Destra". Dal 2000 al 2008 è stato membro del Consiglio di Amministrazione di RAO UES of Russia.

### Unione delle Forze di Destra
Nel 2001 è stato eletto membro del consiglio politico dell'Unione delle Forze di Destra.
Nell'aprile 2005, il Presidium del Consiglio politico federale dell'Unione delle Forze di Destra ha proposto al congresso di eleggere Nikita Belykh alla carica di leader del partito e di nominare suo vice il segretario per l'ideologia dell'FPS Leonid Gozman. Secondo il candidato alternativo alla carica di capo del consiglio politico, Ivan Starikov, Belykh in quanto "persona fresca delle regioni" è stata chiamata a servire come immagine, per cui il partito continuerà ad essere guidato dai leader ombra - Chubais e Gozman. Kommersant ha riferito che il collegamento Belykh-Gozman, secondo lo stesso Belykh, è stato effettivamente proposto da Chubais, che ha mantenuto lo status di leader informale dell'Unione delle forze giuste. Alcuni analisti hanno espresso l'opinione che Gozman abbia accettato di fungere da secondo numero (la carica di vicepresidente è stata creata appositamente per lui), forse perché ha riconosciuto che un partito guidato da un membro del consiglio di amministrazione di RAO UES avrebbe perso la sua ultima possibilità di entrare in parlamento. Il 28 maggio 2005 Leonid Gozman è stato eletto vicepresidente del consiglio politico federale dell'Unione delle Forze di Destra.
Nelle elezioni alla Duma della città di Mosca della quarta convocazione alla fine di quell'anno, è stato un oppositore del blocco unito con il partito Yabloko.

### Guerra russo-ucraina
Nel marzo 2014 ha firmato un ricorso contro la politica delle autorità russe in Crimea. Nel settembre 2014 ha firmato una dichiarazione chiedendo “di fermare l'avventura aggressiva: ritirare le truppe russe dal territorio dell'Ucraina e fermare la propaganda, il sostegno materiale e militare ai separatisti nel sud-est dell'Ucraina”. Dal 2017 al 2018 ha condotto il programma dell'autore "Gozman" sul canale televisivo ucraino " 112 Ukraine ".
Nel febbraio 2021, sul sito web di Ekho Moskvy, ha chiesto la fornitura di armi all'Ucraina.. Si è espresso ripetutamente contro l'invasione russa dell'Ucraina.
Il 6 maggio 2022, il Ministero della Giustizia russo ha aggiunto Gozman all'elenco dei media come "agenti stranieri".